# Ljetnikovac Lantana
Barokni ljetnikovac Lantana zadarske grofovske obitelji Lantana iz 1686. godine nalazi se u mjestu Sutomišćica na otoku Ugljanu.

## Povijest
Ljetnikovac plemićke obitelji Lantana na otoku Ugljanu rijedak je primjer ladanjske arhitekture na zadarskim otocima. Dao ga je podignuti grof Marcantonio de Lantana i to 1686. godine kao venecijansku vilu s planiranim vrtom i uređenim okolišem s tipično baroknim vizurama. Ljetnikovac je kroz povijest imao važnu ulogu u kulturnom i političkom životu vladajućih krugova u Zadru. Ovdje su se, naime, sve do sredine 18. stoljeća obavljale svečane primopredje dužnosti venecijanskih namjesnika - generalnih providura za Dalmaciju i Albaniju.
Bogata zbirka slika i stilskog namještaja koji su pripadali dvorcu samo dijelom je sačuvana u zadarskim muzejima, a zgrada i okoliš prepušteni su propadanju. Arhiv obitelji Lantana čuva se u Državnom arhivu u Zadru, njihovo rodoslovno stablo u ostavštini Luke Jelića, dio namještaja i slika u Muzeju grada Zadra i Zavodu za zaštitu spomenika. 
Devastacija ljetnikovca, koja je počela poslije Drugog svjetskog rata, potpuno je izmijenila izgled ovog arhitektonskog spomenika usklađenog s prirodom. Izgradnja obiteljskih kuća, koja je otpočela uz baroknu šetnicu između ljetnikovca i obale, načela je i zidove posjeda.

## Izgradnja ljetnikovca i izgled
Grof Marcantonio de Lantana navodno je 1663. doselio zemljoradnike iz Italije u Sutomišćicu na otoku Ugljanu, koji su u blagom i plodnom podneblju uzgajali masline i vinovu lozu. Nedugo potom podigao je ljetnikovac na pomno isplaniranome mjestu, po uzdužnoj osi duboke i zaštićene uvale, od koje ga je odvajao prostrani i simetrično postavljeni nasad maslina i vinograda. Sama zgrada postavljena je u geometrijsko središte velikog pravokutnog vrta opasanog zidom sa sviju strana. Na zapadnoj strani smješten je svečani ulaz koji vodi u unutarnje dvorište s bunarskom krunom, a na istočnoj strani zid se prekida na mjestu gdje je podignuta kapela, koja izlazi izvan granica spomenutog pravokutnog vrta. 
Ljetnikovac je zgrada katnica, zamišljena tako da se u tlocrtu sijeku osi simetrije dijeleći kvadrat uzdužno u tri jednaka dijela. Naglasak je na prostranom predvorju, dok su bočni dijelovi podijeljeni u tri sobe na sjevernoj strani i na dvije sobe i stubište između njih na južnoj strani. Jednak je raspored u prizemlju i na katu. Stubište je zaklonjeno vratima, što u prizemnom dijelu pridonosi cjelini i svečanosti ulaznog
predvorja, u koje se ulazi kroz tipično barokni portal na zapadnom pročelju, a na začelju se kroz istovjetni portal izlazi u južni dio vrta. 
Na prvom katu iznad ulaza nalazi se polukružni balkonski otvor ograđen tipično baroknom balustradom. Na zapadnom pročelju je monotonija otvora izbjegnuta grupiranjem triju središnjih osi nad kojima svečano dominira mansardni prozor bogato ukrašen baroknom kartušom. 
Vrt koji okružuje ljetnikovac planiran je u geometrijskim oblicima među kojima su šetnice. Posebno je zanimljiva poprečna šetnica koja teče uz začelje zgrade, a čija su
dva suprotna kraja pružala jutarnju, odnosno popodnevnu hladovinu za odmor i razgovor. Ta šetnica ujedno dijeli ljetnikovac od južnog dijela vrta, kroz koji se, opet u osi s portalima ljetnikovca, pruža pogled na kapelu posvećenu Gospi Uzašloj. Kapelu je posvetio 1687. godine nadbiskup Bernardo Florio. Kapela je građena u klesanom kamenu, a prilazi joj se preko osam stuba, pa svojim povišenim položajem ostvaruje ravnotežu sa susjednim ljetnikovcem. Pravokutnog je tlocrta i nadsvođena križnim svodom. 